# Oberlar
Oberlar ist eine der zwölf Ortschaften von Troisdorf im nordrhein-westfälischen Rhein-Sieg-Kreis. Im Osten wird Oberlar durch die Rechte Rheinstrecke (bzw. Schnellfahrstrecke Köln–Rhein/Main oder Siegstrecke) begrenzt und im Westen durch die A 59.
Wie andere Troisdorfer Stadtteile auch, hat sich Oberlar bei gut ausgebauter Infrastruktur ein eher beschauliches Ambiente bewahrt – bei unmittelbarer Lage an der Anschlussstelle Troisdorf zur A 59. Bahnhof und Innenstadt von Troisdorf sind zu Fuß zu erreichen, einige Geschäfte decken aber auch in Oberlar den täglichen Bedarf. Zum Stadtteil gehören der Oberlarer Park im Westen sowie Sportanlagen im Osten.

## Geschichte
Oberlar wurde erstmals 1296 in einer Urkunde des Stiftes Vilich erwähnt. Im Zuge der Gemeindereform wurde am 1. August 1969 die Gemeinde Sieglar nach Troisdorf eingemeindet.
Es gibt keine Dokumentierungen über die Einwohnerzahl des Ortsteils im 19. Jahrhundert. Aus den erhaltenen Gemeindeakten wird erst wieder um 1910 etwas über das Wachstum des Dorfes ersichtlich, zu dem aber keine genauen Zahlen genannt werden können.

## Sehenswürdigkeiten

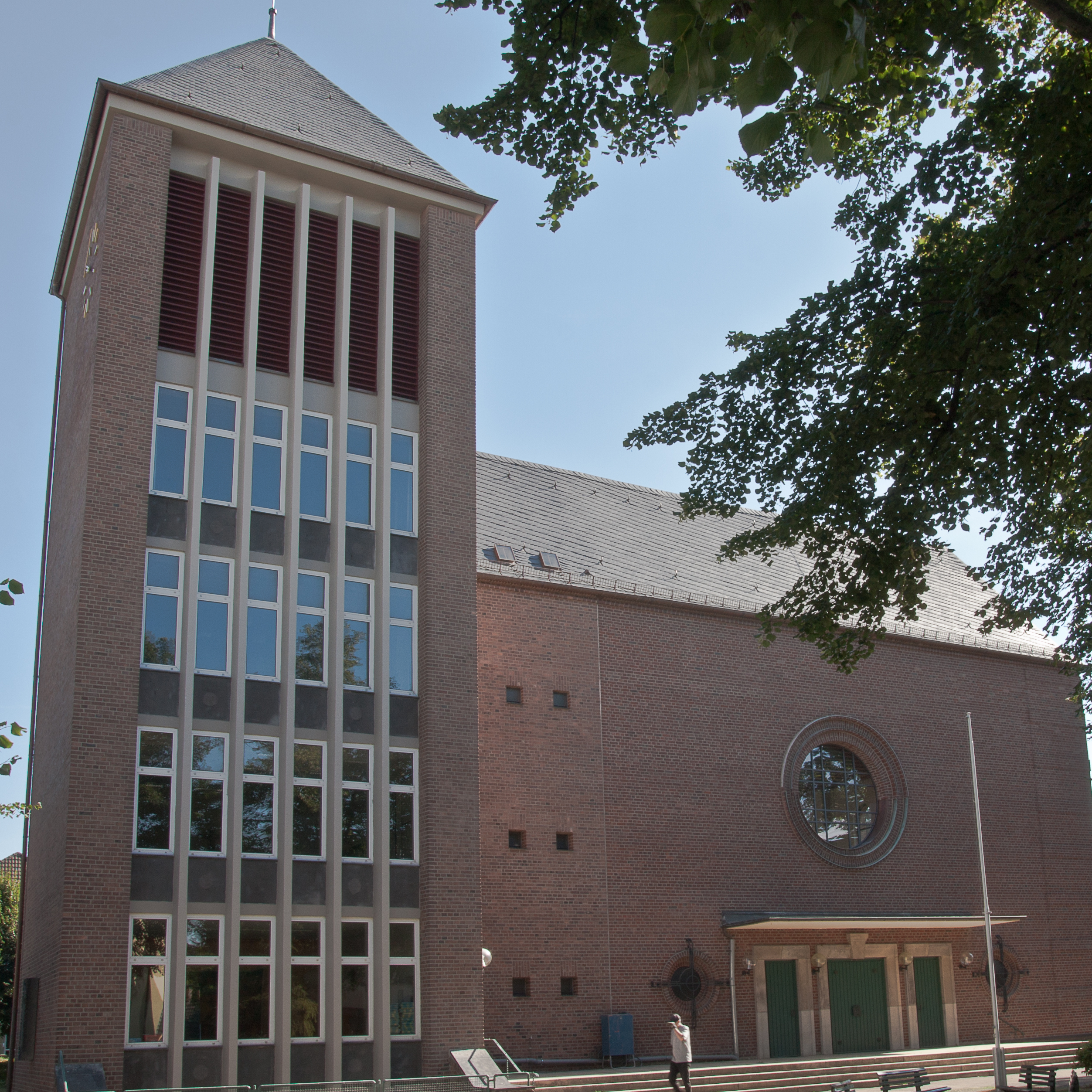
Pfarrkirche Heilige Familie in Oberlar

### Pfarrkirche Heilige Familie
Die den Stadtteil beherrschende, repräsentative Pfarrkirche entstand aufgrund äußerer Umstände in mehreren, insgesamt fast 50 Jahre auseinanderliegenden Bauabschnitten, wodurch sie eine besonders interessante Baugeschichte und eine ungewöhnliche Gestalt aufweist. Durch Beschluss des Kulturausschusses der Stadt Troisdorf am 5. September 2007 wurde die Pfarrkirche offiziell in die Denkmalliste der Stadt eingetragen. Derzeit wird sie aufwendig zu einem modernen Pfarr- und Begegnungszentrum umgebaut.

## Solarpark Oberlar
In Oberlar steht auf einer 8 Hektar großen Fläche Nordrhein-Westfalens größte Freiland-Photovoltaikanlage (Stand 2010). Sie hat eine Gesamtleistung von 3,5 Megawatt und liefert ca. 3.290.000 kWh Strom pro Jahr.